# Shah Tus Aqa Ghar
Der Shah Tus Aqa Ghar ist ein Berg in Zentralafghanistan.
Der Shah Tus Aqa Ghar liegt an der Provinzgrenze zwischen Daikondi im Westen und Ghazni im Osten.
Der Berg ist mit einer Höhe von 4803 m der höchste Gipfel der beiden Provinzen. Er befindet sich 127 km westlich der Provinzhauptstadt Ghazni. Seine Ostflanke wird vom Jikhai, einem linken Nebenfluss des Hilmend, entwässert. Die Westflanke wird direkt zum Hilmend hin entwässert, der nordwestlich des Gebirgszugs verläuft.